# Distrito electoral de Rockford (condado de Garfield, Nebraska)
Rockford (en inglés: Rockford Precinct) es un distrito electoral ubicado en el condado de Garfield en el estado estadounidense de Nebraska. En el Censo de 2010 tenía una población de 299 habitantes y una densidad poblacional de 2,03 personas por km².

## Geografía
Rockford se encuentra ubicado en las coordenadas 41°49′11″N 99°9′50″O / 41.81972, -99.16389. Según la Oficina del Censo de los Estados Unidos, Rockford tiene una superficie total de 147.48 km², de la cual 144.86 km² corresponden a tierra firme y (1.78%) 2.63 km² es agua.

## Demografía
Según el censo de 2010, había 299 personas residiendo en Rockford. La densidad de población era de 2,03 hab./km². De los 299 habitantes, Rockford estaba compuesto por el 98.33% blancos, el 0% eran afroamericanos, el 0% eran amerindios, el 0.33% eran asiáticos, el 0% eran isleños del Pacífico, el 1.34% eran de otras razas y el 0% pertenecían a dos o más razas. Del total de la población el 1% eran hispanos o latinos de cualquier raza.